# 身体障害者福祉法
身体障害者福祉法（しんたいしょうがいしゃふくしほう、昭和24年12月26日法律第283号）は、身体障害者の福祉の増進に関する日本の法律である。

## 構成
5章・附則・50条にて構成されている。

## 別表
別表として身体障害者の定義を以下のものと定義している。
- 視覚障害
- 聴覚または平衡機能の障害
- 音声機能・言語機能・咀嚼機能障害
- 肢体不自由
- 心臓・腎臓・呼吸器機能障害　その他政令で定める障害